# Michael Batnick
Michael Batnick é um autor, blogueiro e analista financeiro certificado de Merrick, Nova York. Ele dirige o blog on-line diário do investidor irrelevante, onde visa educar as pessoas sobre investimentos. Ele também é co-apresentador de dois podcasts financeiros semanais, Animal Spirits e The Compound and Friends.
Em 2018, Batnick escreveu o livro Big Mistakes: The Best Investors and Their Worst Investments. No livro, Batnick descreve as maneiras pelas quais grandes investidores como Warren Buffett e Bill Ackman falharam e fala sobre as lições aprendidas que moldaram estratégias mais bem-sucedidas para o futuro. Batnick faz parte do comitê de investimentos e é diretor de pesquisa da Ritholtz Wealth Management LLC de Barry Ritholtz, uma empresa de consultoria de investimentos registrada.
Batnick foi destaque em publicações e meios de comunicação, incluindo CNBC, Bloomberg, Business Insider, e Barron's.